# Cuadro de diálogo

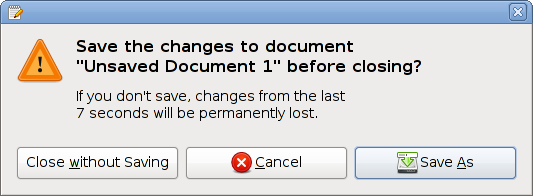
Ejemplo de cuadro de diálogo.

Un cuadro de diálogo es un tipo de ventana que permite comunicación simple entre el usuario y el sistema informático.
El tipo cuadro de diálogo más simple únicamente informa al usuario, es decir que muestran un texto (y eventualmente objetos gráficos) y ofrece la opción de cerrar el cuadro. Un ejemplo es un cuadro de error, más común al detectar un virus.
Luego existen cuadros de pregunta o confirmación, que además de mostrar información ofrecen alternativas al usuario. La más sencilla es una opción binaria como aceptar / cancelar o permitir / impedir.
Existen versiones más complejas con más opciones. Por ejemplo, si el usuario intenta cerrar un editor de texto y el documento abierto tiene cambios sin guardar, un cuadro de diálogo completo podría mostrar cuatro opciones: «cerrar sin guardar», «guardar y salir», «cancelar el cierre y seguir editando» y «guardar con otro nombre», esta última con una caja de texto donde ingresar el nombre alternativo.
Los cuadro de diálogo se los clasifica en modales y no modales, según si impiden o permiten que el usuario continúe usando el programa ignorando el cuadro. Los cuadros modales se suelen usar para mostrar información crítica y ante eventos peligrosos y acciones irreversibles.
En ocasiones, se usan cuadros de diálogo para paliar la ausencia de funcionalidad de revertir acciones. Los expertos en usabilidad afirman que es un mecanismo pobre, ya que desconcierta al usuario ante el cambio brusco en el funcionamiento del programa, y motiva a ignorar la información del cuadro.